# Šenčur
Šenčur est une commune créée en 1994 et située dans la région de Haute-Carniole en Slovénie. 

## Étymologie
Le nom tire son origine de Šent Jur qui signifie Saint George.

## Géographie
Le territoire de Šenčur est localisé au nord-ouest de la Slovénie dans la région montagneuse des Alpes kamniques. L'altitude de la localité est de 399 mètres alors que sa superficie est de 40,3 km2. La commune est localisée à l'est de la ville de Kranj.

### Villages
Les localités qui composent la commune sont Hotemaže, Luže, Milje, Olševek, Prebačevo, Šenčur, Srednja vas, Visoko, Voglje, Voklo, Žerjavka et Trboje.

## Sport
La ville organise le Grand Prix Šenčur, une course cycliste.

## Démographie
Entre 1999 et 2021, la population de la commune a légèrement augmenté pour se rapprocher du seuil des 9 000 habitants,.
Évolution démographique
| 1999  | 2000  | 2001  | 2002  | 2003  | 2004  | 2005  | 2006  | 2007  |
| ----- | ----- | ----- | ----- | ----- | ----- | ----- | ----- | ----- |
| 8 193 | 8 301 | 8 422 | 8 534 | 7 578 | 7 725 | 7 834 | 7 917 | 8 021 |
| 2008  | 2009  | 2010  | 2011  | 2012  | 2013  | 2014  | 2015  | 2016  |
| 8 251 | 8 250 | 8 405 | 8 489 | 8 475 | 8 469 | 8 474 | 8 554 | 8 580 |
| 2017  | 2018  | 2019  | 2020  | 2021  |       |       |       |       |
| 8 557 | 8 592 | 8 650 | 8 814 | 8 829 |       |       |       |       |